# Ana Arruda Calado
Ana Arruda Calado   (Recife, 19 de maig de 1937) nom abreujat d'Ana Araújo de Arruda Albuquerque és una periodista, escriptora, traductora, editora i acadèmica brasilera coneguda no sols per la seua faceta literària, sinó també per ser la primera dona a dirigir un diari brasiler. Consellera de l'Associació Brasilera de la Premsa i membre del PEN Club de Brasil. Entre els seus llibres, a més d'articles i traduccions, hi ha les biografies de dones com Darcy Vargas i Maria Martins. Vídua de l'escriptor Antônio Calado, amb qui es casà al 1977 i a qui dedicà la novel·la Reflexos del ball.

## Carrera

### Periodisme
Es graduà en periodisme en la Universitat Federal de Rio de Janeiro al 1957. Després de treballar en la Tribuna da Imprensa, començar la carrera professional com a reportera per al Jornal do Brasil. Al 1958, rep el Premi Herbert Moses per la sèrie de reportatges "Reforma agrària: tot el món en parla però ningú no en fa res"; un any després rep un esment d'honor del Premi Esso per una altra sèrie dedicada als xiquets del carrer que publicà en el Jornal do Brasil.
Al 1962, deixa Jornal do Brasil per assumir noves tasques en la Tribuna da Imprensa. Al 1966, assumeix el càrrec de redactora en cap d'aquest diari carioca: és la primera dona a dirigir un equip de periodistes a Brasil.
Forma part de l'equip que creà el diari alternatiu O Sol, llançat al setembre de 1967 com un suplement de Jornal dos Sports, i dos mesos després passa a circular de manera independent.
També treballà en els programes de televisió Jornal de Vanguarda i Squire, tots dos emesos per TV Rio.

### Carrera acadèmica
En la dècada de 1970 comença a fer classes de periodisme a la Universitat Federal de Rio de Janeiro, en què obté, a més, un doctorat en Comunicació Social.
En la dècada de 1990, és coordinadora de la revista Estudos Feministas de la Universitat Federal de Santa Caterina. També fou directora adjunta de Pregrau ECO/UFRJ i participà en els comités avaluadors de l'Examen Nacional de Cursos de Periodisme, realitzat pel Ministeri d'Educació.

### Literatura
Ana Arruda Calado és l'autora de les biografies Dona Maria José sobre Maria José Barboza Lima (1995), Jenny, amazona, valquíria e vitória-régia sobre l'escriptora Jenny Pimentel de Borba (1996), Adalgisa Nery (2004), Maria Martins, uma biografia (2004) i Darcy, a outra face de Vargas sobre Darcy Vargas. També escrigué la novel·la negra Elas são de morte.
El 2011, va escriure el guió Pedro Mico, una adaptació del còmic de la novel·la d'Anthony Calado, la portada del qual fou dissenyada per Ney Megale i publicat per Nova Fronteira.